# Friedrich Cornelius (Jurist)
Friedrich Cornelius (* 16. Juli 1817 auf der Burg Hessenstein bei Frankenberg (Eder); † 16. August 1885 in Fulda) war ein deutscher Verwaltungsjurist, zunächst im Kurfürstentum Hessen, dann im Königreich Preußen.

## Leben
Friedrich Cornelius war Sohn eines Försters. Er hing dem Calvinismus an. Er studierte ab 1837 an der Philipps-Universität Marburg Rechtswissenschaft. Am 19. März 1837 wurde er im Corps Teutonia Marburg recipiert. Er zeichnete sich als Senior aus. Am 3. September 1841 bestand er in Kassel das erste juristische Staatsexamen. Noch im Dezember desselben Jahres wurde er Rechtspraktikant beim Justizamt Rosenthal im heutigen Landkreis Waldeck-Frankenberg. Ein Justizamt entsprach in Kurhessen damals dem späteren Amtsgericht. Von 1843 bis 1846 war er Rechtspraktikant beim Justizamt Kirchenhain. 1849 wechselte er zum Justizamt Hünfeld. Dort blieb er bis 1852.
Zum 18. März 1852 wurde er Landrat des Kreises Marburg. Schon nach einem knappen Jahr, am 27. Februar 1853, wurde er Landrat des Kreises Hanau, ab dem 2. Dezember 1853, nach einer Verwaltungsreform, unter dem Titel eines Polizeidirektors. Die Annexion Kurhessens durch das Königreich Preußen 1866 überstand er unbeschadet im Amt; er war nun kgl. preußischer Landrat. Zum 22. März 1868 wurde er zum Landrat des Kreises Fulda ernannt. Seit 1867 entwickelte Fulda sich zu einem Zentrum des deutschen Katholizismus. Cornelius hatte als Landrat und Chef der Polizei in Fulda auch die Aufgabe, seiner Obrigkeit davon zu berichten, was hier geschah. Die Bedeutung dieser Aufgabe nahm im sich entwickelnden Kulturkampf ständig zu. Auch personell stellte der Konflikt sich dar: Cornelius als Reformierter Repräsentant des Staates auf der einen Seite, der Fuldaer Oberbürgermeister Franz Rang, ein der römisch-katholischen Kirche nahestehender Zentrumspolitiker. Cornelius selbst war wohl wenig an dem Konflikt gelegen. Er versuchte, dessen Auswirkungen zu mindern. Aber als Staatsbeamter war er weisungsgebunden und musste 1873 das Knabenseminar, 1874 das Priesterseminar, 1875 das Franziskanerkloster Frauenberg, das Benediktinerinnen-Kloster und das Haus der Englischen Fräulein sowie weitere Einrichtungen schließen. Die Vermögensverwaltung dieser Einrichtungen, ebenso wie die für das bischöfliche Vermögen während der Sedisvakanz von 1875–1881 lag in seinen Händen. Weiter war er an zahlreichen Kommissionen beteiligt, die Einrichtungen des Bildungs- und Gesundheitswesens verwalteten oder förderten. Eine weitere zentrale Aufgabe von Cornelius war die Eingliederung des Kreises Fulda in die preußische Verwaltung. Von Mitte 1866 bis Ende 1872 waren 2691 neue Gesetze und Verordnungen umzusetzen. Cornelius wurde als Landrat von Fulda am 1. April 1883 in den Ruhestand versetzt.
Verheiratet war Cornelius seit dem 7. Juni 1849 mit Wilhelmine v. Stiernberg. Aus der Ehe gingen drei Söhne hervor.

## Ehrungen
- Wilhelmsorden 4. Klasse (1861)[14]
- Charakter als Geheimer Regierungsrat (Preußen) zur Pensionierung[11][2]